# Quiry-le-Sec

Quiry-le-Sec este o comună în departamentul Somme, Franța. În 1 ianuarie 2022 avea o populație de 313 de locuitori.